# Chirnogi (Ulmu), Călărași
Chirnogi este un sat în comuna Ulmu din județul Călărași, Muntenia, România. Este așezată pe malul stâng al Lacului Mostiștea, intre Valea Chirnogilor și localitatea Ulmu, fiind practic lipit de aceasta.
Localitatea apare pentru prima oară într-un hrisov din 5 ianuarie 1587 sub denumirea de Nenciulești.  Ulterior a fost cunoscut sub denumirea Nenciulești-Domnești]]
Satul are o biserică veche, ctitorită de un conte din Ianina din Grecia care a stăpânit un timp moșia Chirnogeanca, de la acesta păstrându-se și numele de Chirnogi (care înseamnă localitate domneasca, de la cuvantul Kir=Domn).
Cu toată vechimea ei, biserica din satul Chirnogi, com Ulmu, a fost omisă de pe lista momunentelor istorice din județul Călărași . Până în anul 1942, biserica mai avea încă ziduri de cetățuie, care, după repararea efectuată prin grija moșierului local general Constantin Brătescu, au fost dărâmate, păstrându-se doar parțial în partea dinspre șosea. Este a treia sau a patra biserică  a satului, care în Evul Mediu era situat mai aproape de Râul Mostiștea dar care s-a mutat progresiv spre la cote mai înalte din cauza inundațiilor și a erodării terenului.